# 121 î.Hr.

## Decese
- dată necunoscută: Gaius Gracchus  (n. 154 î.Hr.)